# Neoboletus
Neoboletus Gelardi, Simonini & Vizzini (krasnoborowik) – rodzaj grzybów należący do rodziny borowikowatych (Boletaceae).

## Charakterystyka
Grzyby kapeluszowe z grupy boletoid fungi. Rodzaj ten utworzono na podstawie danych morfologicznych i molekularnych badań filogenetycznych. Są to grzyby ektomykoryzowe żyjące w symbiozie z drzewami. Są szeroko rozpowszechnione w lasach borealnych od Europy i Azji po Amerykę Północną, są wśród nich grzyby jadalne, grzyby lecznicze i grzyby trujące. Rodzaj charakteryzuje się owocnikami o kapeluszu u młodych okazów brązowym, ciemnobrązowym do czerwonobrązowego i żółknącym u starszych. Rurki są często żółte, a hymenofor i kontekst wykazują niebieskie zabarwienie. Trzon jest często ornamentowany ciemniejszymi łuseczkami.

## Systematyka
Pozycja w klasyfikacji według Index Fungorum: Neoboletus, Boletaceae, Boletales, Agaricomycetidae, Agaricomycetes, Agaricomycotina, Basidiomycota, Fungi.
Jest to nowo utworzony rodzaj. W wyniku prowadzonych w ostatnich latach badań filogenetycznych w obrębie rodzaju Boletus nastąpiły znaczne przetasowania w jego systematyce. Rodzaj Neoboletus powstał przez wyłączenie niektórych gatunków z rodzaju Boletus. W 2021 roku Polskie Towarzystwo Mykologiczne zaproponowało dla tego rodzaju polską nazwę krasnoborowik, podając przy tym nazwy dla 3 gatunków występujących w Polsce. Według Index Fungorum jeden z nich (krasnoborowik żonkilowy Neoboletus junquilleus (Quél.) Gelardi, Simonini & Vizzini to synonim borowika ceglastoporego).
Gatunki
- Neoboletus antillanus Angelini, Gelardi, Costanzo & Vizzini 2019
- Neoboletus erythropus (Pers.) C. Hahn 2015 – krasnoborowik ceglastopory
- Neoboletus ferrugineus (G. Wu, F. Li & Zhu L. Yang) N.K. Zeng, H. Chai & Zhi Q. Liang 2019
- Neoboletus flavidus (G. Wu & Zhu L. Yang) N.K. Zeng, H. Chai & Zhi Q. Liang 2019
- Neoboletus hainanensis (T.H. Li & M. Zang) N.K. Zeng, H. Chai & Zhi Q. Liang 2019
- Neoboletus inmutatus (Pegler & A.E. Hills) Blanco-Dios 2018
- Neoboletus luridiformis (Rostk.) Gelardi, Simonini & Vizzini 2014
- Neoboletus multipunctatus N.K. Zeng, H. Chai & S. Jiang 2019
- Neoboletus obscureumbrinus (Hongo) N.K. Zeng, H. Chai & Zhi Q. Liang 2019
- Neoboletus praestigiator (R. Schulz) Svetash., Gelardi, Simonini & Vizzini 2016
- Neoboletus rubriporus (G. Wu & Zhu L. Yang) N.K. Zeng, H. Chai & Zhi Q. Liang 2019
- Neoboletus sanguineoides (G. Wu & Zhu L. Yang) N.K. Zeng, H. Chai & Zhi Q. Liang 2019
- Neoboletus sanguineus (G. Wu & Zhu L. Yang) N.K. Zeng, H. Chai & Zhi Q. Liang 2019
- Neoboletus sinensis (T.H. Li & M. Zang) Gelardi, Simonini & Vizzini 2014
- Neoboletus tomentulosus (M. Zang, W.P. Liu & M.R. Hu) N.K. Zeng, H. Chai & Zhi Q. Liang 2019
- Neoboletus xanthopus (Klofac & A. Urb.) Klofac & A. Urb. 2014 – krasnoborowik żółtoczerwony

Wykaz gatunków i nazwy naukowe na podstawie Index Fungorum. Nazwy polskie na podstawie rekomendacji Polskiego Towarzystwa Mykologicznego.